# Rebecca McKenna
Rebecca McKenna (* 13. April 2001 in Bangor) ist eine nordirische Fußballspielerin. Sie steht derzeit beim Lewes FC Women unter Vertrag und spielte 2018 erstmals für die nordirische Nationalmannschaft.

## Karriere

### Vereine
Rebecca McKenna spielte zunächst für den Glentoran FC, ehe sie 2017 zum Linfield FC wechselte. Dort war sie in ihrer ersten Saison Linfield-Spielerin der Saison. Außerdem spielte sie in drei Saisons für den Verein in der UEFA Women’s Champions League. Am 6. Juli 2021 wechselte sie dann von Linfield zum Lewes FC Women.

### Nationalmannschaft
In einem Spiel gegen die Nationalmannschaft Kasachstans am 28. Februar 2018 kam McKenna erstmals für die nordirische Nationalmannschaft zum Einsatz. Sie spielte im Rahmen der Qualifikation zur Fußball-Weltmeisterschaft der Frauen 2019 für die Nationalmannschaft und wurde bei der Fußball-Europameisterschaft der Frauen 2022 in zwei Spielen eingesetzt.